# Roe Green (Wielki Manchester)
Roe Green – wieś w Anglii, w hrabstwie ceremonialnym Wielki Manchester, w dystrykcie metropolitalnym Salford. Leży 11 km na północny zachód od centrum Manchesteru.